# 王斌 (南朝)
王斌，籍贯不详，南朝齐音韵学家，著有《四声论》行于时。
王斌开始出家为僧，博览经籍，有才辩，善于写文章。能解说经义开导众生，但不重容仪。曾经穿破衣在瓦官寺听云法师讲《成实论》，已经没有坐处，只有僧正慧超那里还有空席，王斌直接坐在其侧。慧超不能就骂他：“那有这样的道人，没大没小象队父一样唐突？”于是命人驱赶他。王斌笑道：“既有叙录功勋的僧正，为什么没有队父道人？”并不动。而问难有机锋，辞理清晰，四座为之瞩目。后还俗，以诗歌音乐自娱。